# 獣の行方
獣の行方（けもののゆくえ）とはNHK総合テレビジョンで1957年10月28日の20:30から22:00に放送されたサスペンスドラマである。

## 内容
疑獄事件で上役の責を負い、獄死した兄の復讐を志す青年を主人公にしたサスペンスドラマ。怒りに燃えた青年は、上役を一人一人訪ねてまわるが…。芸術祭奨励賞。
作：三好十郎
演出：梅本重信

## 出演者
- 平幹二朗
- 園井啓介
- 岩崎綾子
- 小林清
- 柳永二郎
- 夏川大二郎
- 山田清
- 阪東要次郎
- 原泉
- 前沢迪雄
- 小山源喜
- 織賀邦江
- 内村軍一
- 池田生二
- 新田玄

## その他
NHKアーカイブによると映像が現存している。